# Liste der Bodendenkmale in Crimmitschau
In der Liste der Bodendenkmale in Crimmitschau sind die Bodendenkmale der Stadt Crimmitschau und ihrer Ortsteile nach dem Stand der Auflistung von Volkmar Geupel aus dem Jahr 1983 aufgelistet. Eventuelle Änderungen und Ergänzungen, insbesondere aus der Zeit nach der Wende, sind nicht berücksichtigt, da für Sachsen aktuell keine neueren allgemein zugänglichen Bodendenkmallisten vorliegen. Die Baudenkmale sind in der Liste der Kulturdenkmale in Crimmitschau aufgeführt.
| Denkmal-ID | Fundart            | Ortsteil    | Bezeichnung                          | Zeitstellung | Lage                                                 | Bemerkungen | Bild |
| ---------- | ------------------ | ----------- | ------------------------------------ | ------------ | ---------------------------------------------------- | --- | ---- |
| ?          | Befestigung > Burg | Blankenhain | Wasserburg „Schloss“, „Schlossteich“ | Mittelalter  | nördlich im Ort, in der Koberbachaue                 | Niederungsburg, quadratischer Bühl mit abgerundeten Ecken, durch altes und neues Schloss überbaut und verändert, Grabenrest nordwestlich und westlich des neuen Schlosses erhalten, Schutz seit 7. Dezember 1970 |      |
| ?          | Befestigung > Burg | Blankenhain | Wasserburg „Inselhain“               | Mittelalter  | westlich des Orts in einem gestauten Teich           | runde Niederungsburg, Schutz seit 1. August 1958 |      |
| ?          | Befestigung > Burg | Rußdorf     | Wehranlage „Rudelsburg“, „Rullsberg“ | Mittelalter  | östlich im Ort, spornartige Kuppe über dem Koberbach | Höhenburg in Spornlage, ovale Anlage mit umlaufendem Graben und Außenwall, teilweise gestört, Schutz seit 1. August 1958                                                                                         |      |